# Варена (Ломбардия)
Вижте пояснителната страница за други значения на Варена.
Варѐна (на италиански: Varenna, на западноломбардски: Varena, Варена) е село и община в Северна Италия, провинция Леко, регион Ломбардия. Разположено е на 220 m надморска височина, на източния бряг на езеро Лаго ди Комо. Населението на общината е 783 души (към 2014 г.).